# En bok, en författare
En bok, en författare är ett svenskt TV-program som bevakar utgivning av svensk och utländsk facklitteratur. I varje program intervjuas en aktuell författare om sin bok och dess ämne.